# Puffin Browser
Puffin Web Browser — веббраузер, розроблений CloudMosa, американською компанією мобільних технологій, заснованою Шіупином Шеном, для мобільних і комп'ютерних операційних систем, таких як Android, iOS і Windows. Браузер використовує розділену архітектуру, де деякі обробки виконуються на зашифрованих хмарних серверах для підвищення продуктивності завантаження вебсторінки. В результаті обробки сторінок за допомогою IP-адрес хмарних серверів, сайтам відображається IP-адреса хмарного сервера, і деякі вебсайти можуть виявити, що браузер використовує проксі-сервер. Наприклад, користувачі не можуть редагувати Вікіпедію за допомогою Puffin, тому що Вікіпедія виявляє, що Puffin використовує проксі-сервер.
Puffin постачається з Adobe Flash Player для відтворення флеш-контенту. Він також має віртуальний тачпад, геймпад і функцію екранної клавіатури.
Puffin Web Browser також має версію «Lite» для iOS.
Названий на честь іпаток.
Розробники змінили політику поширення браузера для PC, браузер став платним для всіх фізичних осіб. Після реєстрації перший місяць можна користуватися безкоштовно (інформація з FAQ офіційного сайту):

## Історія
Puffin Browser випустив свою платну версію Puffin Web Browser Pro в Google Play в грудні 2010 року і в Apple App Store в листопаді 2010 року.
У 2013 році CloudMosa представила Puffin Academy, безкоштовний мобільний браузер з вбудованим Adobe Flash для школярів, вчителів та батьків. Однак версія Puffin Academy для iOS була знята 1 липня 2019 року.
У 2015 році CloudMosa випустила новий продукт Puffin для Facebook.
У 2017 році браузер Puffin був найкращим службовим додатком в App Store в 58 країнах, включаючи Францію, Велику Британію, Японію, Італію та Південну Корею.
У травні 2018 року в версію Pro були додані функції блокування реклами, яких немає у безкоштовній версії. До цього єдиною різницею був менший ліміт на скачування.
У червні 2018 року CloudMosa оголосила, що, оскільки оновлення веббраузера Puffin відхилялися Apple, вони випустили окремий полегшений додаток для браузера для пристроїв iOS, Puffin Browser Lite, який заснований на iOS WebKit і не підтримує Adobe Flash Player.
Пізніше вони оголосили, що з 1 липня 2019 року ці фірми припинять підтримку оригінальних додатків веббраузера Puffin на всіх пристроях iOS через блокування оновлень, посилаючись на керівництво Apple з огляду додатків 2.5.6. Пізніше відключення було перенесено на 1 жовтня 2019 року та 20 листопада 2019 року, нарешті, припинена підтримка безкоштовної версії оригінальної програми для браузера. CloudMosa повідомила на Facebook, що платна версія Puffin Browser Pro для iOS залишиться доступною, але без оновлень.
До 2018 року сімейство продуктів Puffin Browser було доступно тільки на мобільних пристроях. Починаючи з 2018 року, Puffin Browser випустив настільну версію Puffin Secure Browser для Windows. У травні 2019 року було випущено безпечний браузер Puffin для macOS.
Станом на 24 жовтня 2018 року браузером Puffin на Android користуються більше 50 мільйонів користувачів. Станом на листопад 2018 року браузер Puffin досяг 100 мільйонів користувачів по всьому світу (iOS + Android).
У травні 2019 року CloudMosa оголосила, що припиняє підтримку програми Puffin Web Browser на пристроях iOS через політику Apple App Store. Однак CloudMosa випустила Puffin Web Browser Lite для пристроїв iOS, які не підтримують Adobe Flash Player.
Прямо перед відкриттям виставки CES 2019, CloudMosa анонсувала нового члена сімейства продуктів Puffin Browser — інтернет-термінал Puffin. Ця програма для віртуалізації настільних комп'ютерів, що працює на Raspbian, для інтернет-серфінгу, розроблена для Raspberry Pi. Інтернет-термінал Puffin був удостоєний нагороди CES 2019 Innovation Awards в категорії «Комп'ютерне обладнання та компоненти».
У травні 2019 року CloudMosa представила нового члена сімейства — Puffin OS, хмарну операційну систему, яка дозволить недорогим мобільним телефонам працювати так само швидко, як і високопродуктивному обладнанню.
У 2020 році браузер Puffin на Android TV став сервісом по підписці.